# Haus Kemnade
Haus Kemnade is een waterslot in het stadsdeel Blankenstein van Hattingen in Noordrijn-Westfalen, Duitsland. Het herbergt een museum met een collectie muziekinstrumenten en behandelt de geschiedenis van betaalmiddelen.

## Eigenaren van het slot
Over de bouw van burcht en de geschiedenis tot 1410 is niets bekend gebleven. In dat jaar ging het eigendom over van de Heren von Dücker naar Diedrich von Romberg. Vier jaar later, in 1414, ging het eigendom over naar de vrijheren von der Recke zu Kemnade. Meer dan twee eeuwen lang bleef het slot in familiebezit.
Wennemar von der Recke (overleden 1647) gaf het leen al tijdens zijn leven aan zijn schoonzoon Johann Georg von Syberg, die het bezit bij diens overlijden overnam. Von Syberg bouwde op het slot een machtig geslacht op. Hijzelf bracht zeventien kinderen voort. Hij en zijn nazaten behielden het slot tweehonderd jaar lang in eigendom. De laatste nazaat uit dit geslacht was Friedrich von Syberg die in 1847 kinderloos overleed.
Vervolgens ging het bezit over op diens zus Philipine. Een jaar later trouwde ze Wilhelm Friedrich von Berswordt-Wallrabe. Dit geslacht behield het eigendom tot 1921, toen het werd aangekocht door het waterschap van de stad Bochum.

## Museum

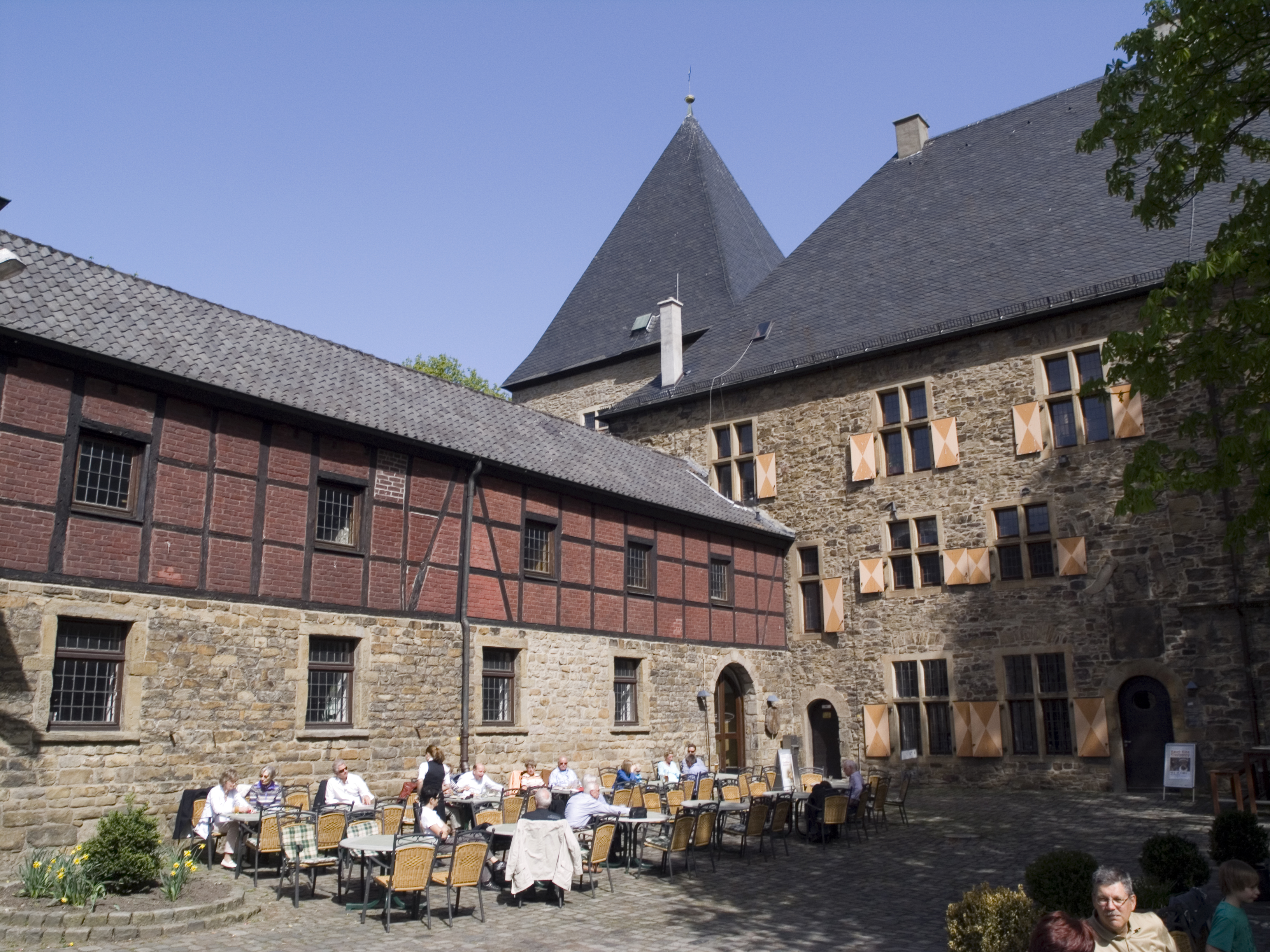
Terras op de binnenplaats

De burcht herbergt een museum waarin muziekinstrumenten worden getoond uit de collectie van Hede en Hans Grumbt. Hieraan is nog een klarinettenverzameling toegevoegd van Johan van Kalker. De muziekinstrumenten werden door de eeuwen heen gemaakt en komen uit alle delen van de wereld.
Een ander deel van de collectie richt zich op de geschiedenis van betaalmiddelen, vanaf het eerste begin toen er in natura werd betaald met schelpengeld en zout- en theeblokken. Een belangrijk thema in de collectie vormt de verzameling spaarpotten, waarvan de oudste een spaarvarken is uit de 13e eeuw. Onder de exemplaren bevinden zich een Venetiaans exemplaar dat gemaakt is van porselein, een Amerikaans van het merk Guss en filigraanwerk dat gemaakt is uit goud en zilver.